# Jarešnik
Jarešnik (en serbe cyrillique : Јарешник) est un village de Serbie situé dans la municipalité de Bosilegrad, district de Pčinja. Au recensement de 2011, il comptait 51 habitants.

## Démographie
| 1948 | 1953 | 1961 | 1971 | 1981 | 1991 | 2002 | 2011 |
| ---- | ---- | ---- | ---- | ---- | ---- | ---- | ---- |
| 310  | 320  | 268  | 251  | 229  | 128  | 96   | 51   |

|  |